# Romuald Jończy
Romuald Jończy (ur. 1973 w Strzelcach Opolskich) – profesor nauk ekonomicznych, specjalista z zakresu ekonomii rozwoju, ekonomii międzynarodowej, rynku pracy, polityki ekonomicznej, marketingu i ekonomii środowiska. Znany w Polsce badacz problematyki migracji oraz zatrudnienia, wyludnienia oraz "drenażu mózgów". Przyrodnik - hobbysta.

## Wykształcenie i kariera naukowa
Jako szkołę średnią ukończył Technikum Leśne w Tułowicach w woj. opolskim. W 1997 roku ukończył studia na kierunku ekonomia i specjalności marketing na Wydziale Ekonomicznym Uniwersytetu Opolskiego. W 1999 roku obronił pracę doktorską, a w czerwcu 2004 uzyskał stopień doktora habilitowanego nauk ekonomicznych (jako najmłodsza osoba w historii Opolszczyzny, jak i Akademii Ekonomicznej we Wrocławiu). Laureat szeregu prestiżowych nagród przyznanych za prace naukowe i eksperckie ze strony środowiska naukowego, samorządowego i gospodarczego. Praca habilitacyjna Migracje zarobkowe ludności autochtonicznej z województwa opolskiego. Studium ekonomicznych determinant i konsekwencji uzyskała prestiżowe wyróżnienia m.in. Nagrodę Indywidualną Ministra Edukacji Narodowej i Sportu.
Drugą Indywidualną Nagrodę Ministra Nauki i Szkolnictwa Wyższego uzyskał za opublikowaną w 2010 roku monografię profesorską pt. Migracje zagraniczne z obszarów wiejskich województwa opolskiego po akcesji Polski do Unii Europejskiej. Wybrane aspekty ekonomiczne i demograficzne. Za pracę tą uzyskał też inne prestiżowe wyróżnienia - m.in. nagrodę marszałka województwa opolskiego za najważniejszą pracę naukową w regionie opolskim w latach 2007-2010 i honorowy tytuł „Professor Opoliensis”. Spośród sześciu dotychczasowych laureatów tego wyróżnienia jest pierwszym ekonomistą i najmłodszym z laureatów. W styczniu 2012 roku uhonorowany "Srebrnym Laurem Kompetencji i Umiejętności" za "wkład w rozwój gospodarki rynkowej oraz kształcenie na potrzeby firm". W roku 2016 nagrodzony Złotym Medalem ”Pro aequo et bono” – Zasłużonego dla Rynku Nieruchomości.

## Praca zawodowa

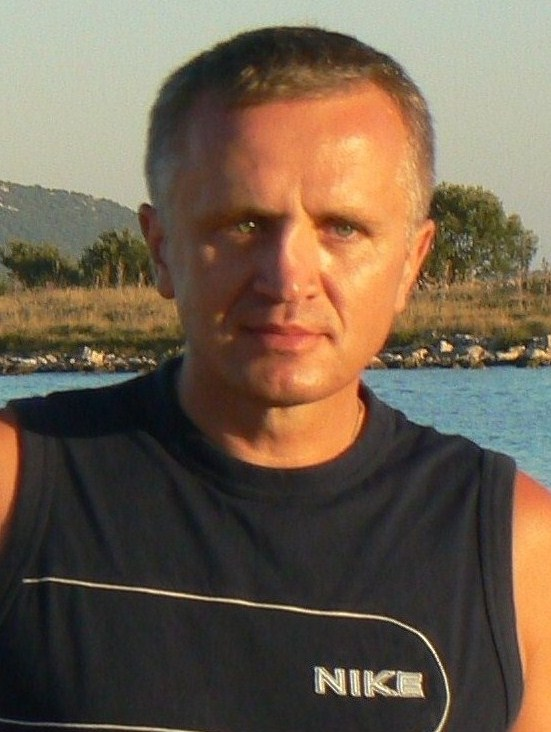

W latach 1997–2007 był związany z Uniwersytetem Opolskim. Obecnie pracuje jako profesor zwyczajny Uniwersytetu Ekonomicznego we Wrocławiu kierując Katedrą Ekonomii i Badań nad Rozwojem. Dodatkowo - od 2013 roku wykłada jako profesor zwyczajny/profesor wizytujący w Instytucie Bezpieczeństwa Wewnętrznego PWSZ w Nysie. Od 2008 do 2012 roku był też kierownikiem Katedry Ekonomii Rozwoju i Polityki Ekonomicznej Politechniki Opolskiej oraz w latach 2004–2012 profesorem Szkoły Wyższej im. Bogdana Jańskiego w Warszawie. Jest również członkiem Prezydium Komitetu Badań nad Migracjami Polskiej Akademii Nauk, członkiem Komitetu Nauk Demograficznych PAN oraz ekspertem m.in. Kancelarii Prezydenta RP, Zarządu Województwa Opolskiego oraz Narodowego Centrum Nauki. Jest też przewodniczącym Rady Naukowej Domu Współpracy Polsko-Niemieckiej, W dydaktyce specjalizuje się w mikro- i makroekonomii, teorii rozwoju zrównoważonego i rynku pracy. Poza tym jako ekspert i wykładowca przygotowywał ekspertyzy, dokumenty strategiczne, opracowania i wykłady m.in. dla Zarządu Województwa Opolskiego, Wojewódzkiego Urzędu Pracy w Opolu, Miasta Wrocławia i Agencji Rozwoju Aglomeracji Wrocławskiej, Urzędu Wojewódzkiego w Opolu, Fundacji Współpracy Polsko-Niemieckiej, Głównego Urzędu Statystycznego, Niemieckiego Towarzystwa Oświatowego, Urzędu Marszałkowskiego Województwa Opolskiego, szeregu organizacji młodzieżowych, i jednostek samorządów regionalnych.
Organizował bądź współorganizował kilka międzynarodowych konferencji naukowych poświęconych problematyce pracy, migracji i rozwoju zrównoważonego w Polsce. Jego dorobek naukowy, publicystyczny i ekspercki obejmuje ponad 300 polskich i obcojęzycznych publikacji (książek, opracowań, artykułów naukowych, referatów, ekspertyz i innych) w tym 14 monografii naukowych, kilku podręczników i skryptów oraz kilkunastu prac zespołowych pod jego redakcją (2019). Wyniki jego badań ekonomicznych i społecznych dotyczących migracji zarobkowych, otwartego rynku pracy i zrównoważonego rozwoju były prezentowane i cytowane przez wszystkie ważniejsze centralne środki masowego przekazu m.in.: czasopisma "Gazeta Wyborcza", "Tygodnik Powszechny", "Rzeczpospolita", "Polityka", "Trybuna", "Newsweek", "Przegląd, "Ozon", I Program Polskiego Radia, TVP, TVN, BBC, "Le Monde", ZDF, Deutsche Welle i West Deutsche Rundfunk i in.. Regularnie są również prezentowane w regionalnej prasie, radiu i telewizji.
Aktualnie prowadzi badania diagnostyczne i prognostyczne dotyczące międzynarodowego rynku pracy związane z procesami swobodnych migracji zarobkowych i wpływem tych procesów na bezrobocie, zatrudnienie i rozwój w województwie opolskim, śląskim i dolnośląskim. Nowymi, szerzej analizowanymi zagadnieniami badawczymi są: problem zatrudnienia absolwentów studiów, dopasowanie oferty uczelni do potrzeb rynku pracy, "drenaż mózgów" i drenaż młodzieży z kraju zwłaszcza z jego obszarów peryferyjnych, a także poakcesyjny rozwój obszarów wiejskich, sytuacja absolwentów studiów na rynku pracy oraz zatrudnienie cudzoziemców w Polsce.

## Życie prywatne

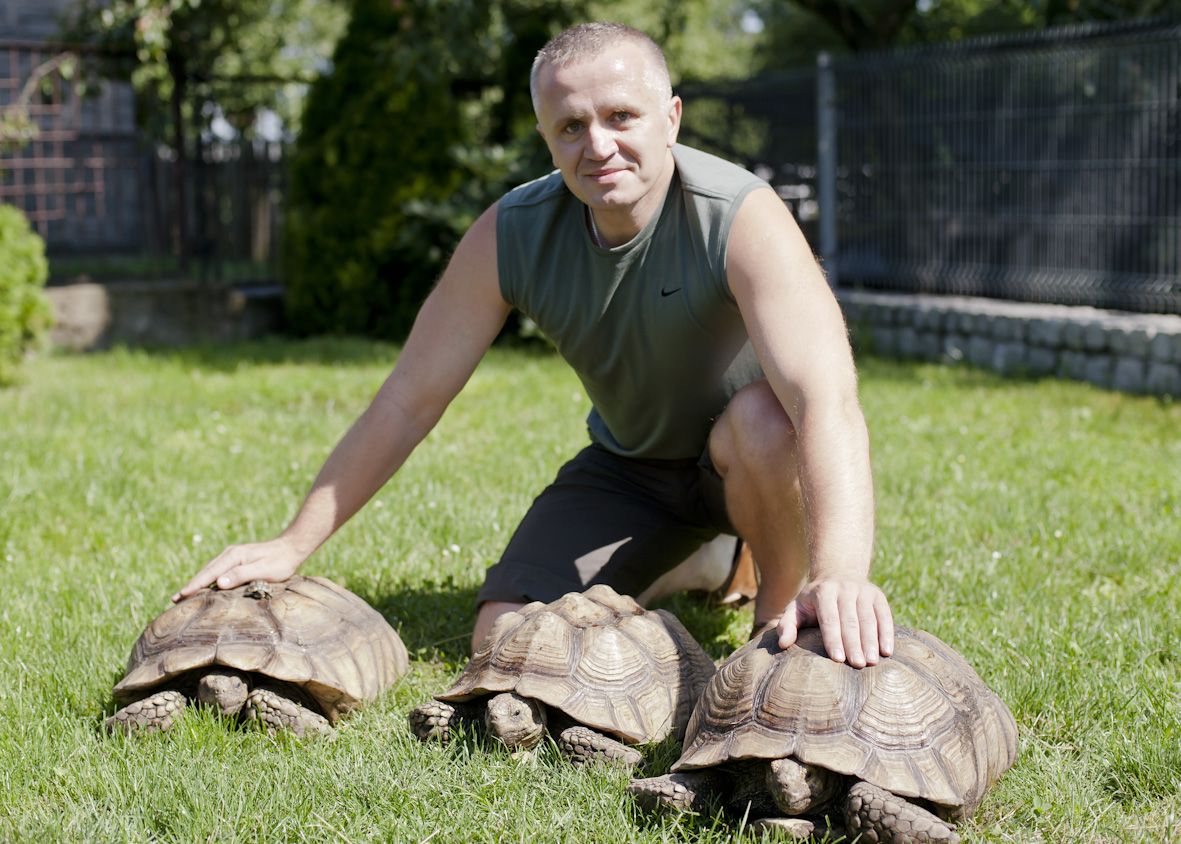
Prof. Jończy z żółwiami pustynnymi

Zajmuje się hobbystycznie hodowlą zwierząt i roślin. Posiada jedną z największych w Polsce hodowli żółwi greckich.

## Publikacje książkowe (monografie)
- Migracje zarobkowe ludności autochtonicznej z województwa opolskiego. Studium ekonomicznych determinant i konsekwencji, Opole 2003.
- Wpływ migracji zagranicznych na dysharmonię rozwoju województwa opolskiego ze szczególnym uwzględnieniem rynku pracy, Opole 2006.
- Zewnętrzne migracje ludności wiejskiej Opolszczyzny po wejściu Polski do Unii Europejskiej. Konsekwencje w kontekście sytuacji społeczno demograficznej i regionalnego rynku pracy, Opole-Wrocław 2008.
- Migracje zagraniczne i zatrudnienie na obszarach wiejskich województwa opolskiego w kontekście światowego spowolnienia gospodarczego. Stan i tendencje, Opole 2009 (współautor Diana Rokita)
- Migracje zagraniczne z obszarów wiejskich województwa opolskiego po akcesji Polski do Unii Europejskiej. Wybrane aspekty ekonomiczne i demograficzne, Opole-Wrocław 2010.
- Warunki powrotu zagranicznych emigrantów zarobkowych do województwa opolskiego, Opole 2010
- Zatrudnienie obcokrajowców województwie opolskim (w kontekście niedopasowań strukturalnych na opolskim rynku pracy), Opole 2010 (współautor Sabina Kubiciel)
- Zagraniczne migracje zarobkowe z województwa opolskiego w latach 2008-2010 oraz ich wpływ na opolski rynek pracy i sferę fiskalną samorządów terytorialnych. Diagnoza i rekomendacje w kontekście rozwoju regionu, Opole 2011
- Problem wyludnienia, zatrudnienia i kształcenia w kontekście dalszego rozwoju regionu opolskiego, Opole 2011
- Exodus absolwentów szkół średnich województwa opolskiego do dużych ośrodków regionalnych kraju oraz za granicę, Opole 2013 (współautorzy Diana Rokita-Poskart, Marcelina Tanas)
- Wpływ ludności pochodzenia niemieckiego oraz organizacji mniejszości niemieckiej na regionalny rozwój społeczno-gospodarczy, Gliwice-Opole 2014 (współautorka Katarzyna Łukaniszyn-Domaszewska)
- Ekonomiczno-społeczne skutki współczesnych migracji w wymiarze regionalnym, Warszawa-Wrocław-Opole 2015
- Migration am Beispiel schlesischer deutsch polnischer und europeischer Erfahrungen, Gleiwitz-Oppeln 2016 (autorzy: B.Jonda, R.Jończy (red.), J.Kijonka, M.Lemańczyk, M.Okólski, D.Praszałowicz, D.Rokita-Poskart, G.Schiller, I.Sobieraj, J.Weigert, M.Zielińska)[11]
- Sytuacja demograficzna i zatrudnienie na obszarach wiejskich województwa opolskiego, Opole-Wrocław 2017
- Unter uns? Kulturelle Vielfalt in Europa, Gleiwitz-Oppeln 2018 (autorzy: D.Aleksandrowicz, J.Baumann, E.Bogalska-Martin, K.Gładkowski, A.Jabłońska, R.Jończy (Red.), A.Legut, K.Łukaniszyn, P.Madajczyk, A.Nossol, K.Ogiolda, K.Pedziwiatr, A.Wachowiak)[12]
- Die Rolle der deutschen Minderheit in Bezug auf die sozialwirtschaftliche Entwicklung der Oppelner Region, Dresden-Gleiwitz 2018 (współautorka K.Łukaniszyn-Domaszewska)

### Inne ważniejsze publikacje
- Der Einfluss der Arbeitsmigration auf die Wirtschaft und disharmonische Entwicklung am Beispiel der Region Oppeln, [w:] 15 Munchner Beschaftigungkonferenz „Arbeitslosigkeit und Arbeitsmigration: zwei Seiten des Munchner Arbeitsmarktes, Munchen 2006.
- Dostępność europejskiego rynku pracy jako czynnik kształtujący rozwój regionu Śląska Opolskiego, [w:] Czynniki kształtujące rozwój Śląska do 2020 roku, pod. red. Z.Nowak i R. Rauzińskiego, Opole 2006.
- Einfluss der Auslandsmigration auf die Disharmoniie der wirtschaftlichen Entwicklung der Woiwodschaft Oppeln, [w:] Von Polen nach Deutschland und zuruck. Die Arbeitsmigration und Ihre Herausforderungen fur Europa, Hg. M.Nowicka, Bielefeld 2007.
- Ekonomiczne konsekwencje i determinanty zagranicznych migracji zarobkowych, „Polityka Społeczna” 2000, nr 5-6.
- Exodus zarobkowy ludności autochtonicznej z województwa opolskiego, „Polityka Społeczna 2006, nr 1.
- Exodus zarobkowy opolskiej młodzieży, „Polityka Społeczna” 2006, nr 10.
- Exodus zarobkowy z województwa opolskiego i jego determinanty, Prace Naukowe Akademii Ekonomicznej we Wrocławiu nr 1164, Seria „Ekonomia i Międzynarodowe Stosunki Gospodarcze” nr 14.
- Migracje a napływ kapitału i inwestycje w województwie opolskim, [w:] Kapitał zagraniczny w województwie opolskim, Opole 2005.
- Migracja zagraniczna z Wrocławia po akcesji Polski do Unii Europejskiej (Przyczyny, skutki, perspektywy i możliwości działań), Wrocław 2009 (maszynopis)
- Migracje zarobkowe z województwa opolskiego. Przyczyny i charakterystyka pracy za granicą oraz warunki powrotu, Opole - Wrocław 2007.
- Nowa poakcesyjna migracja – determinanty – zagrożenia –perspektywy [w:] Współczesne migracje – dylematy Europy i Polski, publikacja z okazji 15-lecia Ośrodka Badań nad Migracjami, Ośrodek Badań nad Migracjami Uniwersytetu Warszawskiego, Warszawa 2009.
- Opolska młodzież autochtoniczna wobec otwartości europejskiego rynku pracy. Zagrożenia i perspektywy, [w:] Regionalna polityka edukacyjna, pod red. nauk. Roberta Rauzińskiego i Teresy Sołdry – Gwiżdż, Opole 2008.
- Regionalpolitik in der oppelner Woiwodschaft im Kontext der Erwerbsmigration der Bevoelkerung, [w:] Regionalpolitik in der Transformationszeit, Ziele, Erfahrungen, Perspektiven, Opole 2007.
- Relacje płacowo-kosztowe jako czynniki determinujące transgraniczne przypływy siły roboczej. Propozycja kalkulacji mikro- i makroekonomicznej, ZN AE we Wrocławiu, Seria "Ekonomia i międzynarodowe stosunki gospodarcze", Wrocław 2002, nr 9.
- Rozbieżności pomiędzy zarejestrowanymi a rzeczywistymi rozmiarami i formami migracji zewnętrznych ludności autochtonicznej ze Śląska Opolskiego, [w:] Ludność Śląska - procesy demograficzne i społeczne w okresie transformacji ustrojowej, I Kongres Demograficzny, Opole 2003.
- Rozwój obszarów wiejskich po akcesji Polski do Unii Europejskiej. Wybrane zagadnienia, Wrocław – Opole 2008.
- Skala i formy nierejestrowanej migracji ludności autochtonicznej z województwa opolskiego, "Śląsk Opolski" 2005, nr 3(56).
- Specyfika sytuacji na rynku pracy w województwie opolskim, [w:] Edukacja zawodoznawcza i projakościowa w szkole, pod red. M. Śmigielskiej, Opole-Wrocław 2006.
- Sytuacja ekonomiczna i demograficzno-społeczna ludności pochodzenia niemieckiego w województwie opolskim. Problemy i wyzwania z perspektywy badań naukowych, [w:] Między Polską a Niemcami. Śląsk – pogranicze czy region pomostu? Polska – Śląsk – Niemcy – współpraca Polaków i Niemców wobec nowych wyzwań, Gliwice-Opole 2007.
- The Role of emigration of the autohtonous population in regional development of the Opole Province, [w:] Human Capital as development factor of the region. Macro- and microeconomic approach, “Studia Regionalia” Volume 16, Warszawa 2006.
- Wpływ kryzysu makroekonomicznego na emigrację zagraniczną i migracji na kryzys (próba oceny z perspektywy makro- i mezoekonomicznej [w:] Wyzwania dla polityki społecznej Śląska w kontekście kryzysu i procesów demograficznych, pod red. A. Zagórowskiej, Opole 2009.
- Wpływ migracji na sytuację społeczno-ekonomiczną w woj. opolskim ze szczególnym uwzględnieniem rynku pracy, Biuletyn Komitetu Przestrzennego Zagospodarowania Kraju Polskiej Akademii Nauk Zeszyt 212 pt "Rola małych regionów w rozwoju społeczno-gospodarczym kraju i integracji europejskiej" pod red. Krystiana Heffnera, Warszawa 2004.
- Wykształcenie i preferencje płacowe osób pracujących za granicą w kontekście zmian preferencji zawodowych i sytuacji na opolskim rynku pracy, [w:] Wiedza i umiejętności zawodowe na wybranych rynkach pracy, pod red. Małgorzaty Wróblewskiej, Opole 2006.
- Jakie warunki płacowe w Polsce skłonią do powrotu mieszkańców województwa opolskiego pracujących za granicą, [w:] Sytuacja społeczno-gospodarcza Śląska. Szanse i zagrożenia, pod. red. nauk. R. Rauzińskiego, Teresy Sołdry-Gwiżdż i K. Szczygielskiego, Opole 2006.
- Nierejestrowana emigracja stała – emigracja zawieszona – jako element utrudniający diagnozy i analizy demograficzne, społeczne oraz gospodarcze w ujęciu regionalnym, [w:] Prognozowanie rozwoju regionu, pod red. Krzysztofa Malika, Opole 2007.
- Problemy związane z ewidencją zatrudnienia cudzoziemców na przykładzie województwa opolskiego [w:] Monitorowanie rozwoju regionu – wymiar społeczny, gospodarczy i środowiskowy tom 1, pod red. K. Malika, Opole 2008.
- The situation of the polish youth in the face of job opportunities abroad and duality of labour market in Poland, Ljubljana 2009
- Mikroekonomia, Opole 2007, (współautor)
- Repetytorium z ekonomii, Opole 2007
- Ekonomiczno-społeczne skutki współczesnych migracji w wymiarze regionalnym na przykładzie regionu opolskiego, Ekspertyza zlecona przez KBnM PAN, Warszawa 2014[13]
- Społeczne skutki poakcesyjnych migracji ludności Polski, Raport Komitetu Badań nad Migracjami Polskiej Akademii Nauk, Warszawa 2014 (współautor)
- Dekada członkostwa Polski w UE. Społeczne skutki emigracji Polaków, Warszawa 2014 (współautor)
- Migracja zarobkowa – uwagi definicyjne, [w:] Transformacje. Przewodnik po zmianach społeczno-ekonomicznych w Polsce, Warszawa 2016
- Migracje w doświadczeniach śląskich, polsko-niemieckich i europejskich, Gliwice-Opole 2016 (współautorzy: B.Jonda, J.Kijonka, M.Lemańczyk, M.Okólski, D.Praszałowicz, D.Rokita-Poskart, G.Schiller, I.Sobieraj, J.Weigert, M.Zielińska)[14]
- Sami swoi? Wielokulturowość we współczesnej Europie, Gliwice-Opole 2018 (współautorzy: D.Aleksandrowicz, J.Baumann, E.Bogalska-Martin, K.Gładkowski, A.Jabłońska, A.Legut, K.Łukaniszyn, P.Madajczyk, A.Nossol, K.Ogiolda, K.Pedziwiatr, A.Wachowiak)[15]